# Nikkonus nikkoensis
Nikkonus nikkoensis är en mångfotingart som beskrevs av Chamberlin och Wang 1953. Nikkonus nikkoensis ingår i släktet Nikkonus och familjen Xystodesmidae. Inga underarter finns listade i Catalogue of Life.